# Маяк (Канаський район)
Мая́к (рос. Маяк, чув. Маяк) — присілок у складі Канаського району Чувашії, Росія. Входить до складу Шальтямського сільського поселення.
Населення — 276 осіб (2010; 269 у 2002).
Національний склад:
- чуваші — 99 %